# Norops omiltemanus
Norops omiltemanus är en ödleart som beskrevs av  Davis 1954. Norops omiltemanus ingår i släktet Norops och familjen Polychrotidae. IUCN kategoriserar arten globalt som livskraftig. Inga underarter finns listade i Catalogue of Life.